# Banda (criminalità)

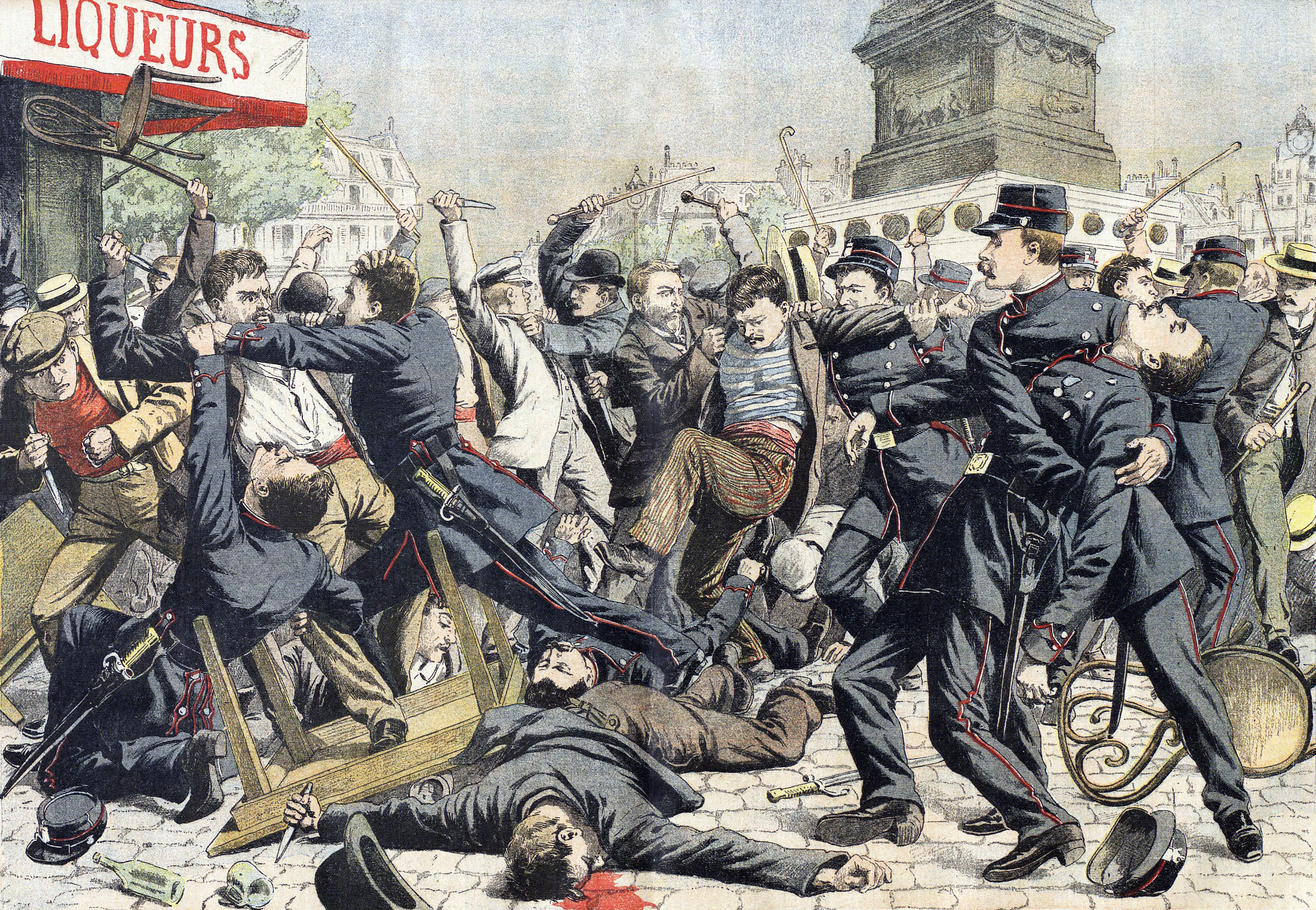
I gangster Apache combattono contro la polizia

Una banda o gang, nell'ambito della criminalità, indica gruppo sociale, spesso organizzazione criminale dedito alla realizzazione di attività illegali.
Un certo numero di gang hanno acquisito notorietà nel corso della storia e hanno avuto l'opportunità di crescere in status, numero di membri, influenza, ricchezza e di diversificare ed espandere le loro attività. Tra esse ci sono la mafia italiana, la mafia russa, la mafia francese, la mafia irlandese, la mafia ebrea, la Yakuza, le triadi e i sindacati criminali nell'Asia orientale e gli Yardies in Giamaica. Negli Stati Uniti si trovano Bloods, Crips, Latin Kings, MS-13, Gangster Disciples, Norteños e Sureños, le bande suprematiste bianche come la Fratellanza ariana, le Nazioni ariane e le bande di motociclisti come gli Hells Angels.

## Etimologia
La parola inglese gang deriva dal participio passato del vecchio inglese gan, che significa "andare". È affine al vecchio gangr nordico , che significa "viaggio". Il termine si riferisce generalmente a un gruppo di persone e può avere connotazioni neutre, positive o negative a seconda dell'uso. 

## Descrizione e caratteristiche

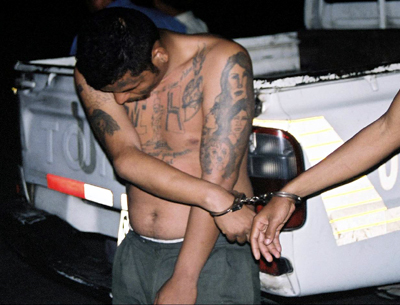
Nel 2004, l'FBI ha creato l'MS-13 Gang Task Force per operare contro l'attività della banda negli Stati Uniti

Generalmente all'interno vi è una struttura gerarchica definita, leggi interne da rispettare, relative alla stessa provenienza (generalmente anche etnica) dei membri, entro un preciso territorio d'azione, generalmente non eccessivamente esteso, entro cui essi stabiliscono confini e regolamenti.
I membri, oltre a contendersi territori e a dedicarsi ad atti criminosi, si identificano fra di essi attraverso saluti, simboli e frasi da completare. Questo fenomeno, inoltre, non è esclusivamente maschile, infatti le bande non escludono la presenza di donne.

## Diffusione nel mondo
Il fenomeno ha preso piede essenzialmente nelle società moderne e nelle società multietniche, soprattutto nelle metropoli: spesso infatti a seconda del quartiere e delle minoranze etniche di appartenenza, le bande di strada si sono identificate in un forte senso di rivalità reciproca, il quale motivo causa spesso guerriglie urbane.

### Italia
Il fenomeno è diffuso soprattutto nelle aree metropolitane, ad esempio a Genova ci sono varie bande sudamericane operanti in città.

### Regno Unito
A Londra, in Inghilterra, dove è stimata la presenza di quasi 170 gang giovanili che sono così suddivise etnicamente: afro-caraibici, i più numerosi, poi nell'ordine asiatici e bianchi.

### Stati Uniti d'America
Le bande di strada hanno interessato dapprima gli Stati Uniti a cavallo tra gli anni sessanta e settanta. I loro componenti erano in prevalenza afro-americani, ma oggi comprendono anche altre etnie. Sin dalle loro origini, le gang hanno fatto uso di svariate armi da fuoco e sono state note per il traffico di droga, la prostituzione, il vandalismo in genere, il graffitismo e soprattutto per gli innumerevoli omicidi derivati dalla forte rivalità reciproca, che tende a contraddistinguerle fra di esse.
La Contea di Los Angeles è probabilmente da sempre l'area urbana con il numero più alto di bande e con il numero di affiliazioni più alto alle stesse di tutti gli States. D'altronde è il luogo che ha dato i natali ad importanti bande di strada. Fra queste spiccano i Bloods, noti anche come Pirus (nome derivato dalla strada in cui nacque la gang), i Crips (chiamati "Crabs" dai Bloods in modo dispregiativo) e i Latin Kings.
Alcune gang che operano nel paese sono:
- 18th Street Gang
- Bloods
- Crips
- Latin Kings
- Mara Salvatrucha
- Trinitarios

## Il rapporto con la musica
Attraverso il gangsta rap, vari cantanti hip hop raccontano nelle loro canzoni tematiche inerenti allo stile di vita delle bande di strada, spesso dimostrando di vivere in prima persona questo stile di vita e di far parte di gangs.
Difatti, le gang di strada (street gangs) sono apparentemente legate alla cultura hip hop, in quanto gran parte dei loro componenti adottano l'abbigliamento dei rapper, indossando abiti larghi, facendosi tatuaggi come segni di riconoscimento e facendo talvolta uso del cosiddetto "bling bling" cioè indossando accessori vistosi (anelli, bracciali, orologi, collane, orecchini, ecc) al fine di ostentare il proprio livello di ricchezza.